# 護国院 (台東区)
護国院（ごこくいん）は東京都台東区上野公園にある天台宗の寺院。東叡山寛永寺最初の子院である。「東叡山寛永寺護国院」と号し、「東叡山釈迦堂」の別名がある。谷中七福神の1つである大黒天を安置する。

## 歴史

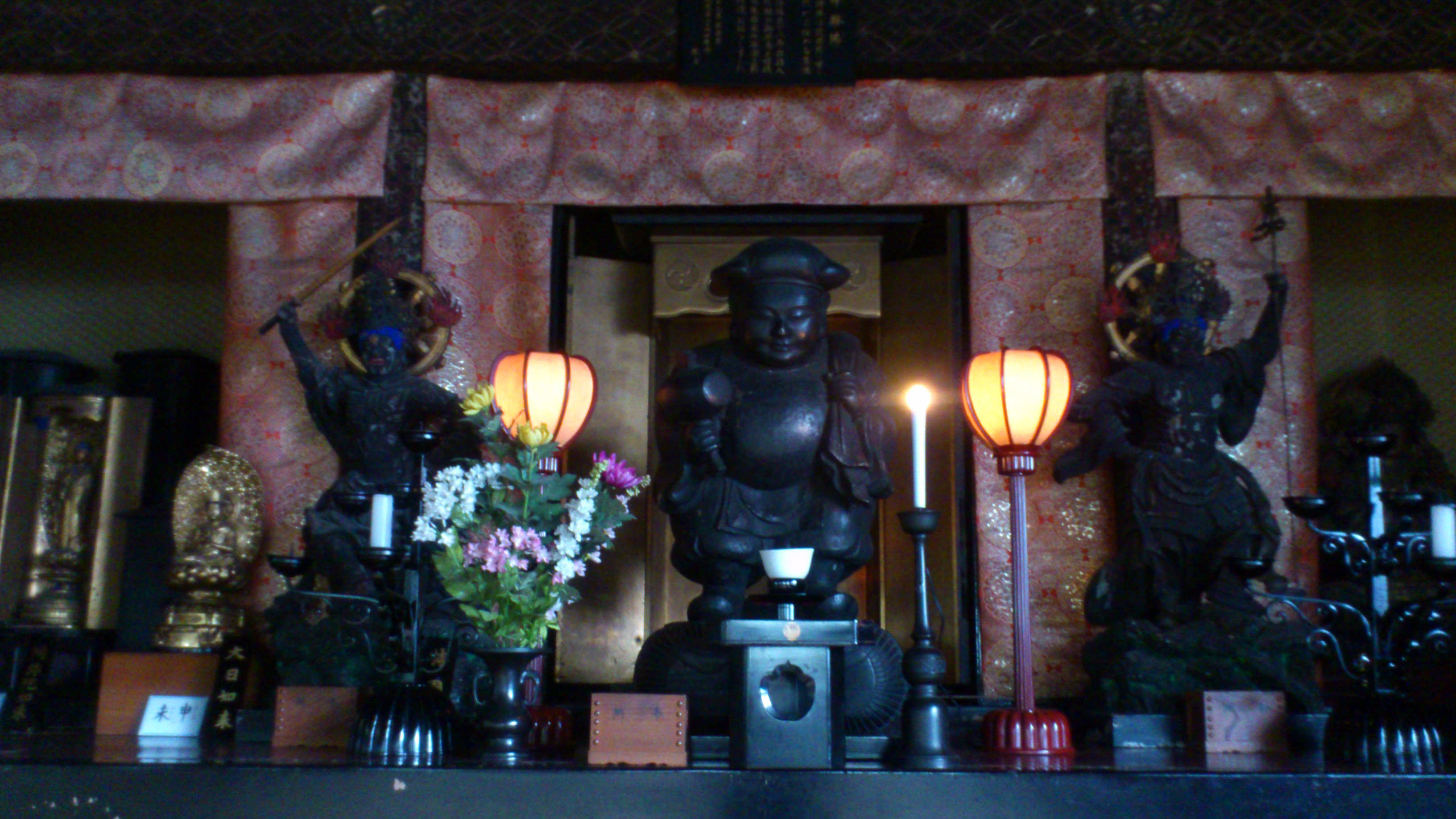
東叡山寛永寺護国院・大黒天

寛永2年(1625年)、天海僧正により東叡山寛永寺が開山したのと同時に、天海の命を受けた開基生順によって、東叡山寛永寺最初の子院として護国院が建立された。
寛永7年(1630年)、天海により境内に一堂が建立され、古仏師春日の作といわれる釈迦、文珠、普賢の三尊像を安置、本尊としたことから釈迦堂と名づけられ、護国院は別当寺（管理寺院）となる。釈迦堂は草創期の東叡山において第一の大建築物であり、元禄期に根本中堂が完成するまで、東叡山総本堂の役割を果した。
大坂城落城25年となった寛永16年(1639年)、釈迦堂で豊臣・徳川両軍の霊を弔う大念仏法要が執り行われ、その功績を称えた3代将軍徳川家光より藤原信実筆と伝えられる大黒天の画像が奉納された。以来この像は護国院大黒天として信仰を集めた。正月3日の「福湯」の行事は『江戸名所図会』、『江戸砂子』にあるごとく知られ、谷中七福神のひとつとして信仰されている。
護国院は当初、寛永寺本坊裏手（現在の東京国立博物館北の寛永寺墓地の位置）にあったが、徳川家霊廟建設のため幕府の命により移転した。慶安4年（1651年）、4代将軍家綱の霊廟建立のため、北寄りに移築。さらに宝永6年（1709年）、5代将軍綱吉の霊廟建立にあたり清水門の傍ら（現在地）に移転した。享保2年（1717年）に本堂（釈迦堂）は焼失し、同7年（1722年）に再建された。
第13世住職等順は、後に信州善光寺別当大勧進第80世貫主に就任し、天明3年（1783年）に起きた浅間山の天明大噴火や天明の大飢饉において民衆救済に尽力したことで知られ、お血脈、善光寺本堂に回向柱を立てる現在の御開帳の由来となり、光格天皇に三帰戒及び十念を授け奉っている
。
大正15年6月および7月、墓地を多磨霊園の4区に改葬し、東京美術学校、現在の東京藝術大学の敷地となった。
昭和2年(1927年)、東京市立二中（旧制第二東京市立中学校、現在の東京都立上野高等学校）の創立にあたり境内地の大半を譲渡し（その際、大銀杏を残すことを譲渡条件としたため、現在も都立上野高校敷地内に大銀杏が残されている）、本堂を現在の位置に移動した。本堂脇の庫裏の1階部分は1927年竣工で、岡田信一郎設計による和風建築である（登録有形文化財）。

## 墓所
墓所は多磨霊園の3区に住職墓をはじめとして築かれている。これは関東大震災後の区画整理により、寺から改葬されたためである。当寺以外にも現在の文京区の喜運寺や、浅草の九品寺、愛宕の天徳寺、かつて築地にあった萬行寺…どこ？などからも墓碑の多くが当霊園に移されている。
かつては館林藩主秋元氏の菩提寺として、歴代藩主の墓石が並んでいたが、区画整理による本堂の移設工事により改葬することとなった。泰朝まで総社藩主であったことから、群馬県前橋市の光厳寺境内の宝塔山古墳の頂上に改葬された。初代の秋元長朝からの最後の藩主である礼朝までの歴代の墓所となっている。歴代藩主の夫人や子女、興朝子爵以降（最後の藩主礼朝の名もある）は合葬され、一度多磨霊園に改葬されたが、後に谷中霊園乙14号1側に再度改葬された。また江戸家老を務めていた矢貝氏の墓所は多磨霊園に改葬された。
この他旗本の墓所が多くあり、大久保教隆が家祖の大久保氏や富永氏、彦坂氏、土田氏、深見有隣等の墓所がある。絵師の狩野益信が初代の駿河台狩野家や住吉如慶が初代の住吉派代々、石里洞秀、医師生野家なども移されている。輪王寺宮家臣麻生将監（子孫に農学博士の麻生慶次郎）の墓所もある。

## 文化財

### 重要文化財
- 絹本著色愛染明王像 - 東京国立博物館に寄託

### 登録有形文化財
- 庫裏 - 1927年、岡田信一郎設計

## 交通アクセス
- バス
  - 台東区循環バスめぐりん「東西めぐりん」谷中清水町公園下車1分（約80m）
  - 都営バス上26「谷中」下車4分（約300m）
- 鉄道
  - JR山手線・京浜東北線 鶯谷駅北口 徒歩10分（約787m）
  - JR宇都宮線・高崎線 上野駅公園口 徒歩17分（約1.1km）
  - JR常磐線 日暮里駅南口 徒歩9分（約699m）
  - 東京メトロ銀座線・東京メトロ日比谷線 上野駅浅草口 徒歩23分（約1.5km）
  - 東京メトロ千代田線 根津駅1番口 徒歩9分（約658m）
  - 都営地下鉄大江戸線 上野御徒町駅 徒歩25分 （約1.6km）
  - 京成本線 京成上野駅 徒歩19分 （約1.2km）
- 谷中七福神
  - 天王寺 毘沙門天 約0.8km徒歩12分
  - 弁天堂 弁財天 約1.4km徒歩20分